# Hille Nilsson
Hille Nilsson (* 12. Juli 1905; † 24. November 1961) war ein schwedischer Tischtennis-Nationalspieler. Seine größten Erfolge erzielte er in den 1920er und 1930er Jahren. Er nahm an drei Weltmeisterschaften teil.

## Werdegang
Bei den nationalen schwedischen Mannschaftsmeisterschaften holte Hille Nilsson 1929 mit dem Verein IK Keltic Stockholm den Titel. International war er bei den Weltmeisterschaften 1928, 1930 und 1931 vertreten. Am erfolgreichsten war er dabei 1930 in Berlin, als der mit der schwedischen Mannschaft Silber gewann und im Doppel mit Valter Kolmodin geteilter Dritter wurde.

## Turnierergebnisse
| Verband | Veranstaltung     | Jahr | Ort       | Land | Einzel    | Doppel     | Mixed         | Team   |
| ------- | ----------------- | ---- | --------- | ---- | --------- | ---------- | ------------- | ------ |
| SWE     | Weltmeisterschaft | 1931 | Budapest  | HUN  | letzte 32 | Qual.      | –             | 4      |
| SWE     | Weltmeisterschaft | 1930 | Berlin    | FRG  | letzte 32 | Halbfinale | letzte 16     | Silber |
| SWE     | Weltmeisterschaft | 1928 | Stockholm | SWE  | letzte 32 | letzte 16  | Viertelfinale | 5      |